# Савай (село)
Савай (кирг. Савай) — село в Кара-Сууском районе Ошской области Кыргызстана. Входит в состав Савайского айылного аймака.

## География
Село расположено в северо-западной части области, вблизи государственной границы с Узбекистаном, на берегу канала Савай, на расстоянии приблизительно 8 километров (по прямой) к северо-востоку от города Кара-Суу, административного центра района. Абсолютная высота — 792 метра над уровнем моря.

## Население
Согласно оценочным данным Национального статистического комитета Кыргызской Республики, численность населения села на начало 2023 года составляла 3888 человек.
| год     | 2009 | 2014 | 2015 | 2020 | 2021 | 2023 |
| ------- | ---- | ---- | ---- | ---- | ---- | ---- |
| человек | 3336 | 3909 | 3604 | 3947 | 3964 | 3888 |